# Transmassif
 (décembre 2015).
La Transmassif est un raid multi-sports par équipes (de 4 concurrents) qui a lieu chaque année au mois d'avril dans le Massif central. L'épreuve est unique par sa difficulté, sa longueur (entre 6 et 8 jours d'épreuves) et son concept: le classement s'effectue au nombre de kilomètres parcourus. Les équipes enchaînent des épreuves en VTT, course à pied (trail), kayak biplace et course d'orientation afin de valider des kilomètres grâce à des balises (obligatoires ou optionnelles) réparties le long du parcours, que les équipes doivent trouver à l'aide d'une carte. 

## Histoire
L'épreuve existe depuis 1998, année où ce raid a succédé à Chamineige, raid qui se déroulait tous les ans depuis 1988, et qui est maintenu tous les deux ans en saison hivernale. Transmassif, initialement organisée par l’Association pour la Promotion du Tourisme d’Espaces (APTES), est désormais organisée par l’Agence de Développement des Sports de Nature Auvergne et Massif Central créée en mai 2007. Cette épreuve réputée, se déroulant au printemps, est considérée comme l'un des raids les plus difficiles de France.
| Année | Dates             | Ville départ       | Ville arrivée            | Vainqueurs                                                          |
| ----- | ----------------- | ------------------ | ------------------------ | ------------------------------------------------------------------- |
| 2012  |                   |                    | Clermont-Ferrand         |                                                                     |
| 2011  | 10 au 16 avril    |                    | Clermont-Ferrand         |                                                                     |
| 2010  | annulé            |                    | Clermont-Ferrand         |                                                                     |
| 2009  | 12 au 18 avril    | Commentry          | Clermont-Ferrand         | Outdoor Experiences                                                 |
| 2008  | 14 au 19 avril    | Le Pouzin          | Clermont-Ferrand         | Outdoor Experiences                                                 |
| 2007  | 7 au 14 avril     | Mont-Dore          | Clermont-Ferrand         | Team Ertips                                                         |
| 2006  | 22 au 29 avril    | Chamberet          | Clermont-Ferrand         | Team Ertips                                                         |
| 2005  | 23 au 30 avril    | Clermont-Ferrand   | Villeneuve-lès-Maguelone | CAP 03                                                              |
| 2004  | 10 au 17 avril    | Saint-Jean du Gard | Clermont-Ferrand         | La Clusaz Raid Aventure                                             |
| 2003  | 26 avril au 3 mai | Espalion           | Clermont-Ferrand         | La Clusaz Raid Aventure                                             |
| 2002  | 13 au 20 avril    | Bourg-Argental     | Clermont-Ferrand         | Agrigel                                                             |
| 2001  | 7 au 14 avril     | Roanne             | Clermont-Ferrand         | Ain Raid Aventure                                                   |
| 2000  | 15 au 22 avril    | Clermont-l'Hérault | Clermont-Ferrand         | Allier Dynamique Cusset (Patrice Gaillard, Joël Garmy, Eric Mallet) |
| 1999  | 10 au 16 avril    | Sète               | Clermont-Ferrand         | Besson Chaussure (Jean-Luc Guivier, Gil Besseyre, Michel Brugiroux) |
| 1998  | 11 au 18 avril    | Bagnols-sur-Cèze   | Clermont-Ferrand         | Defi mode (Patrice Mallard, Bruno Flechet, François Flick)          |